# Сарпиге
Балет «Сарпиге» — первый чувашский балет, получивший сценическое воплощение. Либретто написано по сказке Ефима Никитина. Сочинение буквально пронизано национальной символикой. Музыка балета, написанная чувашским композитором Ф.Васильевым, впитала в себя национальные мелодии. Она задушевна, образновыразительна в поэтических и лирических картинах, безудержно весела и задорна в народных сценах, гротескна в обрисовке злых сил.
Автор — Васильев, Фёдор Семёнович.

### Краткое содержание[2]
Сюжет балета, навеянный чувашскими сказками, посвящен извечной теме борьбы и торжества света над мраком. Красавица Сарпиге и юноша Сардиван, полюбив друг друга, поклялись в вечной верности своей чистой любви. Но их счастью пытается помешать злая мачеха Сахха и ее сообщник Эсреметь, властитель лесных чащоб. Несмотря на все их козни и колдовство, любовь побеждает.

### Первый акт

##### Картина первая.
Заблудившиеся чертенята подошли к деревне, в которой живут трудолюбивые, мирные люди. На поляне веселится молодёжь, среди них — влюблённая пара: красавица Сарпиге и юноша Сардиван. Оберегая свой покой, жители деревни изгоняют злых духов рябиновыми ветками.

#### Картина вторая.
Испугавшись, чертенята спешат в свой лес, чтобы рассказать обо всём увиденном сестре Саххе и отцу — богу смерти — Эсреметю. Услышав рассказ о Сарпиге и Сардиване, Сахха завидует человеческому счастью, мечтает о земной любви. Но бог смерти Эсреметь принимает решение изгнать гармонию и любовь из жизни людей, посеять среди них горе и раздор, омрачить радость простых смертных. Для осуществления своего замысла он посылает в деревню Сахху в образе чувашской девушки. Чертенята показывают ей дорогу.

#### Картина третья.
Утро в чувашской деревне. Просыпается народ, выбегают дети. Появляется Сарпиге. Сардиван с восторгом пускается в пляс и приглашает всех разделить его радость.
Увлечённые друг другом, Сарпиге и Сардиван не замечают, что подошли близко к лесу, где их уже поджидают Сахха и чертенята. Чтобы разлучить влюблённых, Сахха отвлекает девушку красотой заколдованных лилий. Одурманив разум юноши, ведьма уводит его в тёмный лес.
Сарпиге, обнаружив исчезновение любимого, и поняв, что не обошлось без нечистой силы, решает спасти его любой ценой, и устремляется на поиски Сардивана.

### Второй акт

#### Картина четвертая.
Сумерки. Логово нечисти. Чертенята охраняют Сардивана. Сахха всеми силами старается пробудить в юноше любовь, о которой она мечтала, но так и не добивается взаимности. Почувствовав, что Сарпиге уже где-то близко, Сахха решает насильно женить на себе Сардивана и, тем самым, разбить любящие сердца.

#### Картина пятая.
Измученная поисками Сарпиге всё ещё хранит надежду на встречу с возлюбленным. Но заколдованные лилии вновь преграждают ей дорогу, сбивают с пути и доставляют прямо к Эсреметю. Упиваясь горем и разлукой влюблённых, наслаждаясь победой, черти сливаются в дурманящем танце. Перед Сарпиге предстаёт ничего не помнящий Сардиван в объятиях Саххи. И только любовь Сарпиге, её горячие слёзы, возвращают Сардивана к жизни, помогают ему стряхнуть бесовский дурман. Воспользовавшись эйфорией, в которой пребывает нечистая сила, влюблённые пускаются в бегство. Обнаружив пропажу, нечисть бросается вдогонку.

#### Картина шестая.
Добежав до деревни, Сарпиге и Сардиван чувствуют себя в безопасности. И даже почти догнавшие их черти не в силах разрушить счастье двоих. Столкнувшись с великой силой человеческой любви, сплочённостью жителей деревни, напуганные колокольным звоном, тёмные силы рассеиваются и окончательно исчезают из жизни людей.

### Постановки[1]
26 июня 1970 года. Премьера
Балетмейстеры-постановщики — Н. Н. Никифоров, В. Ф. Богданов; художник — С. А. Умнов; хормейстер — А. А. Фишер; дирижёр — П. Ф. Филиппов; Сарпиге — Галина Васильева, Сардиван — Александр Фёдоров, Сахха — Лариса Ивановская; Эсреметь — Николай Никифоров, Савалей — Геннадий Щербинин.
Постановка заложила основы национального академического хореографического искусства, где классический танец органично переплелся с народным. Народный артист СССР, известный отечественный хореограф, профессор Ростислав Захаров писал об этом спектакле в «Известиях» от 29 июля 1970 года: "В многонациональной театральной жизни нашей страны произошло радостное событие — родился первый чувашский балет, а вместе с ним и самая юная балетная труппа. Музыкальный театр в Чебоксарах выпустил премьеру балета «Сарпиге».
Оригинальным было и художественное оформление первого спектакля: задник сцены представлял собой страницы нотной тетради, из которых, как из книги, выходили действующие лица. Костюмы имитировали этнические головные уборы и украшения, пуанты оформлены в виде лаптей и онучей, материал расписан орнаментом.
21 мая 1978 года — возобновление спектакля
Балетмейстер-постановщик — Н. Н. Никифоров; художник — С. А. Умнов; дирижёр — В. Л. Павлов; Сарпиге — Галина Васильева, Сардиван — Юрий Свинцов, Сахха — Галина Никифорова; Эсреметь — Владимир Иванов.
16 мая 1986 года. Новая постановка
Балетмейстер-постановщик — Р. Г. Ибатуллин; художник — Н. П. Максимов; дирижёр — Ш. К. Мегрелишвили; Сарпиге — Елена Лемешевская, Сардиван — Владимир Григорьев, Сахха — Светлана Львова; Эсреметь — Алексей Бураков, Нарби — Вера Семёнова, Ухливан — Михаил Яковлев.
19 апреля 2012 года.
Балетмейстер-постановщик — Е, Лемешевская; художник-постановщик -В. В. Федоров; музыкальный руководитель — О. С. Нестерова; художник по свету — А.Кельганов, Сарпиге - нар.арт. ЧР Татьяна Альпидовская, Сардиван - нар.арт. ЧР Айдар Хисамутдинов, Сахха - Анастасия Абрамова, Эсреметь - Алмаз Ахметзянов.
Тема, затронутая в балете «Сарпиге» актуальна и в XXI веке. В честь 45-летия балета Чувашии театр представляет новое сценическое прочтение первого национального балета.